# Hipocras
Hipocras (ook: hippocras) is een oude drank op basis van wijn, honing of suiker en specerijen. De drank was overal bekend in middeleeuws Europa. De legende vertelt dat de drank werd uitgevonden door de Griekse dokter Hippocrates in de 5e eeuw v.Chr., maar in werkelijkheid komt de naam pas voor vanaf de 14e eeuw.

## Samenstelling
Hipocras is een sterk gesuikerde wijn met honing. Men gebruikte ongeveer 200 gram honing voor 3 liter wijn.
Daarnaast werden er “koninklijke kruiden” toegevoegd, welke is niet altijd even duidelijk, maar kaneel en gember waren essentieel. Verder gebruikte men kruidnagel, peper, muskaatnoot, kardemom, majoraan, rozenwater of oranjebloesem. Men liet het mengsel rusten en daarna werd het gefilterd. Het kon jaren bewaard worden.

## Geschiedenis
De Romeinen kenden reeds de gekruide wijnen. In het receptenboek van Apicius “De re coquinaria” vinden we recepten voor gekruide wijn en in de “Naturalis Historia” van Plinius kunnen we ook drie recepten terugvinden. De gekruide wijn komt via Catalonië en de landen van de Langue d'Oc in Europa terecht. Vanaf  de 12e eeuw wordt door Chrétien de Troyes melding gemaakt van een gekruide wijn die ‘pimen’ of ‘piment’ genoemd wordt en Montpellier is befaamd voor zijn handel in gekruide wijnen met Engeland.
Hipocras is erg populair doorheen de middeleeuwen. Het wordt gebruikt als aperitief of als digestief en mag op geen enkel banket ontbreken. Ook op het befaamde Banket van de Fazant van Filips de Goede was een fontein die hipocras spoot voorzien. Hipocras werd zelfs door de dokters voorgeschreven. Bekende liefhebbers waren Gilles de Rais, Rabelais, Hendrik IV en Lodewijk XIV.